# Prepucio
El prepucio (del latín praeputium) es un pliegue cutáneo, elástico y retráctil, que cubre y protege el glande y el meato urinario cuando el pene no está erecto.

## Descripción
Está formado por una capa de músculo liso, a su vez parte de la fascia de Dartos, envuelta en  piel y membrana mucosa, y está recorrido por vasos sanguíneos y tejido nervioso. Lateralmente está unido al glande mediante el frenillo del pene.
La cara externa del prepucio es la prolongación de la piel que cubre el tronco del pene; la cara interna es una membrana mucosa, similar a la que se encuentra en el interior de los párpados o la cavidad oral. En la unión entre ambas, en la abertura distal del prepucio, se encuentra una zona mucocutánea. Esa abertura se llama orificio o anillo prepucial. Entre el glande y el prepucio existe un espacio conocido como cavidad del prepucio. En esta zona puede acumularse una sustancia llamada esmegma.
La banda rugosa o banda acanalada está formada por tejido muy sensible, tiene apariencia rugosa y áspera. El término fue acuñado por el investigador médico John R. Taylor que realizó y publicó diversos estudios sobre esta estructura, por tal motivo en ocasiones a la banda acanalada también se le da el nombre de banda de Taylor. Otro nombre para referirse a ella es la de "rugosus cíngulo". La banda rugosa consta de una colección de crestas, la cantidad de estas crestas varía de ocho a diez. La describe como una continuación del frenillo del pene.
Taylor y otros (1996) Informaron de la presencia de corpúsculos de Krause y un tipo de terminaciones nerviosas llamadas corpúsculos de Meissner. Según indica su densidad es mayor en la banda de mucosa rugosa en la punta del prepucio, que en la más amplia región de la mucosa lisa. Se ven afectados por la edad: su incidencia disminuye después de la adolescencia.
 

El Colegio de Médicos y Cirujanos de la Columbia Británica ha escrito que el prepucio está "compuesto por una piel exterior y un interior mucosa que es rica en terminaciones nerviosas sensoriales especializadas y tejido erógeno."

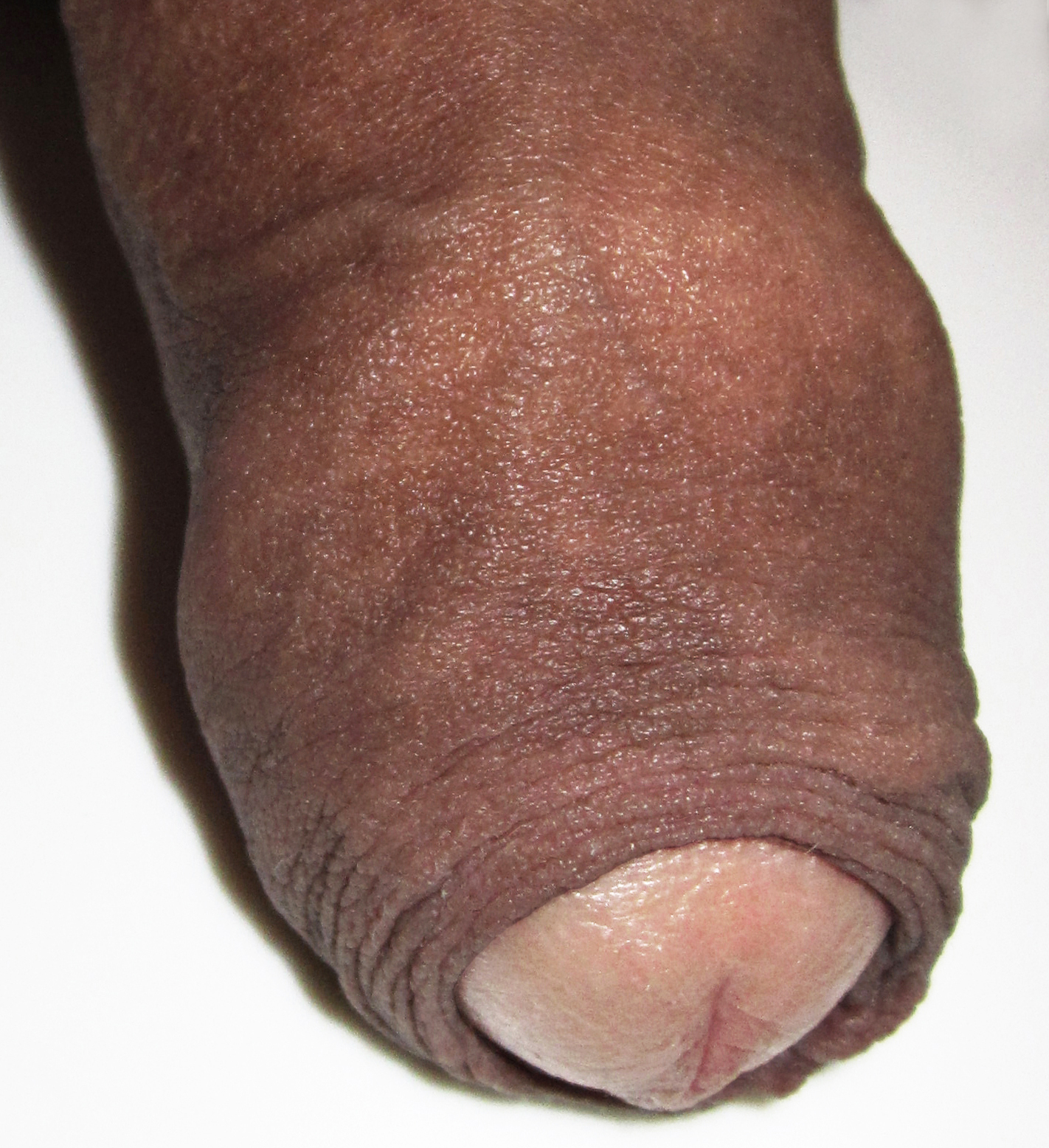
Pene humano con el prepucio parcialmente retraído.

La longitud del prepucio varía, y puede prolongarse hasta el vértice del glande y  rebasarlo.
La piel del tronco peneal y el prepucio exterior protegen partes altamente sensitivas y delicadas del pene.

## Desarrollo
En los humanos, ocho semanas después de la fecundación, el prepucio comienza a crecer en la cabeza del pene, cubriéndolo por completo a las 16 semanas. En esta etapa, el prepucio y el glande comparten un epitelio (capa mucosa) que fusiona a los dos juntos. Se mantiene de esta manera hasta que el prepucio se separa del glande.[cita requerida]
Está unido al glande al nacer, y generalmente no es retráctil en la infancia. La edad a la que un niño puede retraer su prepucio varía, generalmente ocurre antes de la pubertad. Thorvaldsen y Meyhoff (2005) reportaron que el 21 % de los niños de siete años de edad en su estudio tenían prepucio no retráctil y esta proporción se redujo al 7 % en la pubertad, con la primera retracción a una edad promedio de 10,4 años.[cita requerida]

## Función del prepucio
No hay consenso sobre la utilidad anatómica del prepucio. Se acepta que su función primordial es proteger el glande, pero hay opiniones dispares sobre su papel de defensa ante infecciones o en la sensibilidad.  
En 2007, la Organización Mundial de la Salud manifestó que había "debate sobre el papel del prepucio, con posibles funciones que incluyen mantener el glande húmedo, proteger el pene durante el desarrollo en el útero y aumentar el placer sexual gracias a la presencia de receptores nerviosos".
Según algunos autores, el prepucio protege el glande del amoníaco y las heces en los pañales  durante la primera infancia, lo que reduciría la incidencia de estenosis del meato, y continúa protegiendo el glande de abrasiones y traumatismos durante toda la vida.  Otros arguyen que el prepucio mantiene la humedad, lo que favorece la formación de esmegma si no se realiza una higiene adecuada.[ cita requerida ]
El prepucio contiene corpúsculos de Meissner, unas terminaciones nerviosas involucradas en la sensibilidad táctil fina. Sin embargo, un estudio de muestras de piel mostró que el índice de Meissner es más elevado en la punta de los dedos —0,96—, mientras que el prepucio tiene un índice de 0,28. Este resultado sugiere que el prepucio es uno de los tejidos desprovistos de pelo menos sensibles. Los hallazgos de otros estudios histológicos sugieren  que el prepucio "no tiene ningún papel en la sensación sexual".

## Enfermedades
Simmons y otros (2007) afirman que "dado que ahora somos capaces de tratar con eficacia las enfermedades relacionadas con el prepucio, algunas sociedades están cambiando hacia la conservación del prepucio" aplicando tratamientos no traumáticos y con fuertes cuestionamientos éticos como lo es la circunción.
Los siguientes párrafos describen algunas de las afecciones más comunes.
El frenulum breve es un frenillo que no es lo suficientemente largo para permitir que el prepucio se retraiga completamente, lo que puede dar lugar a molestias durante el coito.
La fimosis es una condición donde el prepucio de un adulto no puede ser retraído correctamente. La fimosis puede ser tratada por el estiramiento del prepucio, cambiando hábitos de masturbación, el uso de ungüentos esteroides tópicos, prepucioplastia o sinequiotomía.  En muchas ocasiones se confunde esta patología con un exceso de piel, por lo que los especialistas insisten en que si la piel prepucial baja libremente y no hay presión mientras se produce la erección, no existe riesgo de fimosis.
J. Biserte publica un estudio en 450 niños escolarizados en enseñanza primaria (media de edad 10 años y 10 meses), el prepucio era normal en el 89% de los casos, existían adherencias en el 10% de los casos, el 3% de los cuales correspondía a adherencias importantes, y fimosis verdadera en el 1,1% de los casos (6,5% si se añadían los niños ya operados).
La postitis es una inflamación del prepucio. Se caracteriza por eritema y edema de la piel acompañada en ocasiones con secreción. Puede ser infecciosa (ocasionada por microorganismos) o no infecciosa como por dermatitis de contacto o psoriasis, o bien por la mezcla de algunos medicamentos (jarabes para la tos y antibióticos). La inflamación puede estar causada por sustancias irritantes en el medio ambiente.
Una afección llamada parafimosis puede ocurrir si un prepucio estrecho queda atrapado detrás del glande y se hincha como un anillo restrictivo. Esto puede cortar el suministro de sangre, lo que resulta en la isquemia del glande del pene.
El liquen escleroso es una afección inflamatoria cutánea crónica que se produce con mayor frecuencia en las mujeres adultas, aunque también puede ser visto en los hombres y los niños. El propionato de clobetasol tópico y furoato de mometasona desmostraron ser eficaces en el tratamiento del liquen escleroso genital.
La aposthia es una condición rara en la que el prepucio no está presente en el nacimiento.

## Circuncisión

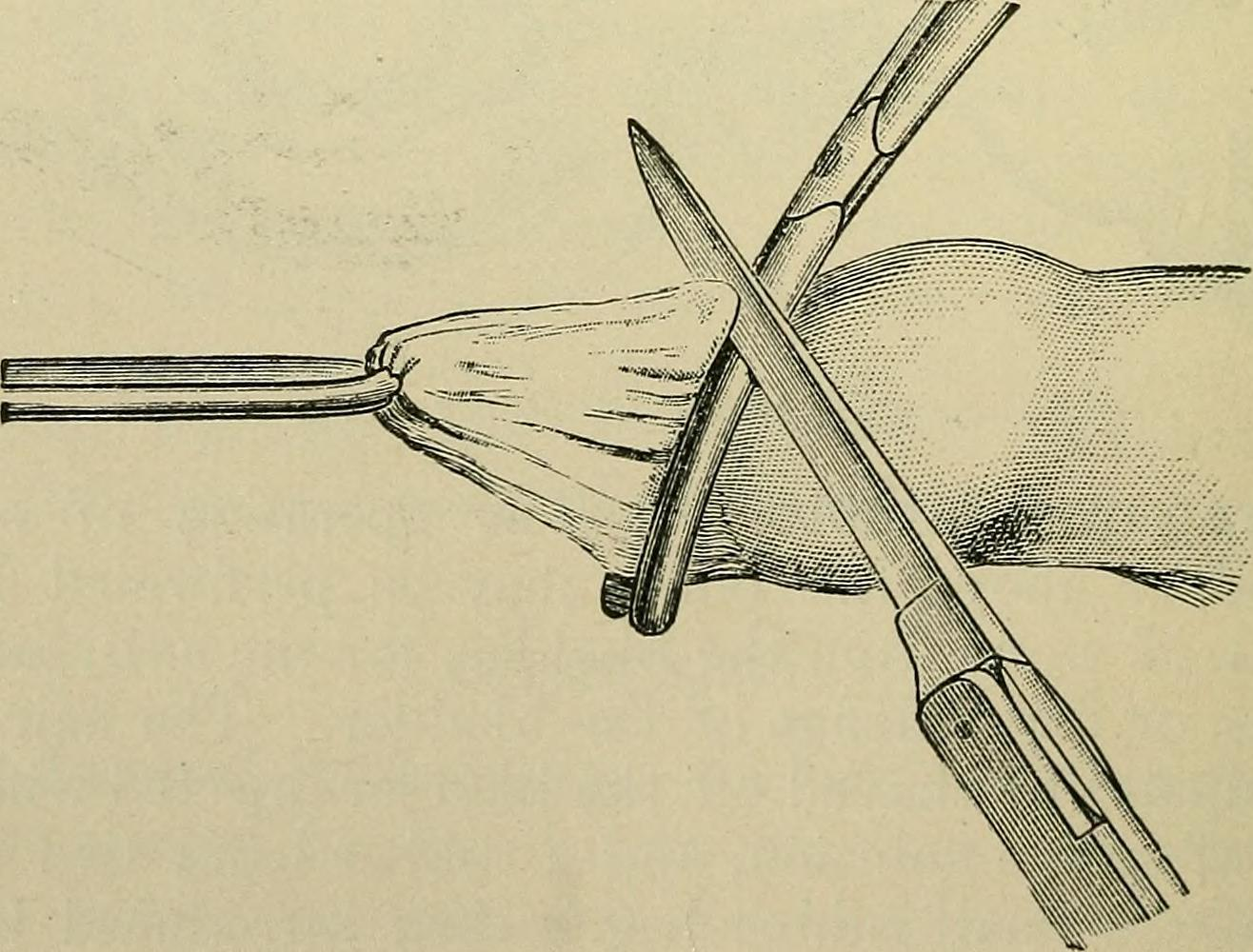
Esquema de un método común de circuncidar

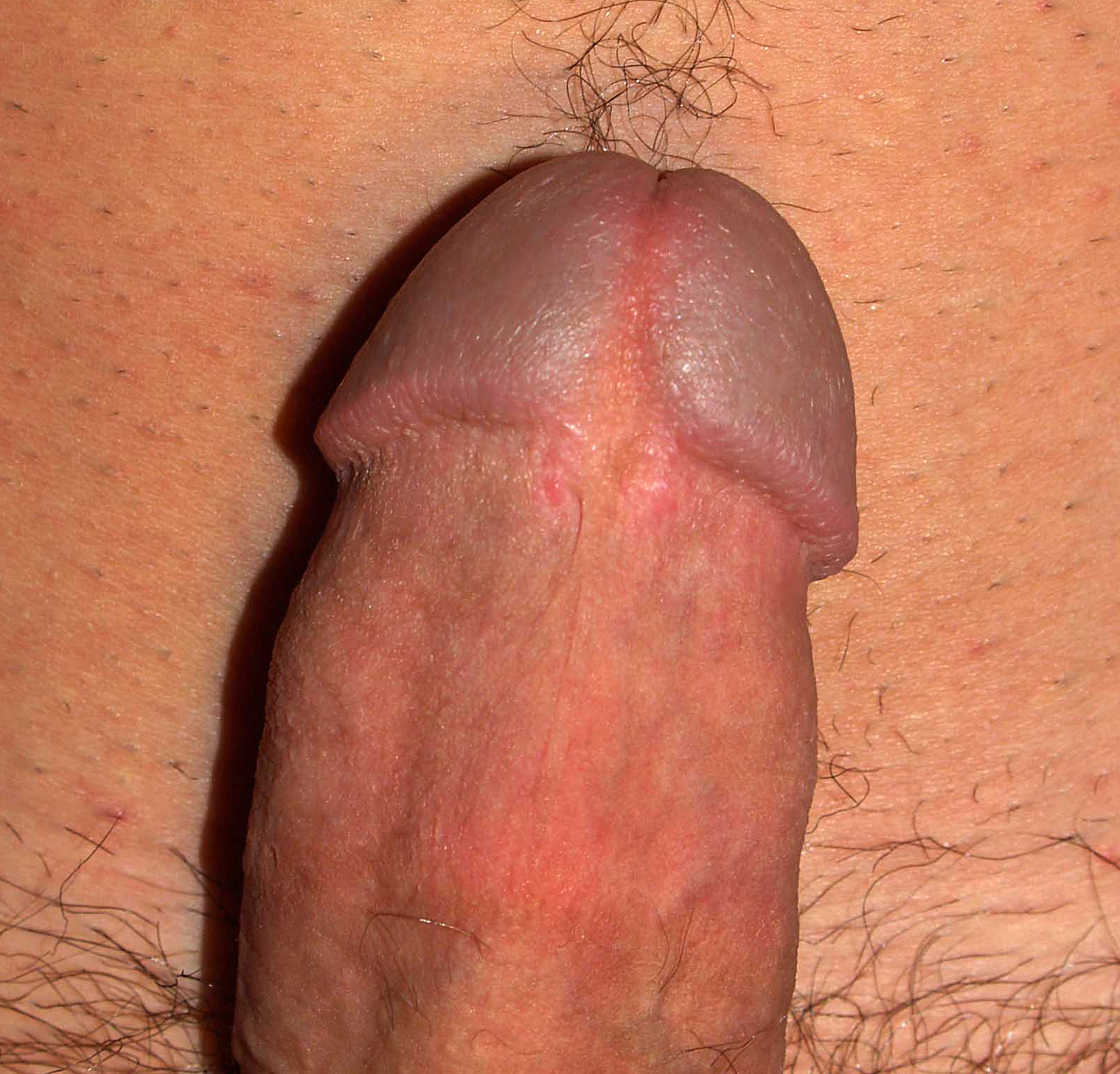
Pene circuncidado en el que también se ha eliminado el frenillo.

La circuncisión es una intervención quirúrgica o un ritual consistente en cortar circularmente una porción del prepucio del pene humano. Aunque existen diferentes tipos de circuncisión (según el lugar en el que se realiza el corte y la cantidad de prepucio eliminado) lo habitual es que el glande quede permanentemente al descubierto.
Los motivos más frecuentes para circuncidar son religiosos y culturales normalmente relacionados con identidad de grupo.  En antropología se dice que inicialmente pudo ser una castración o castigo más leve que la muerte para prisioneros de guerra, que podrían ser usados como esclavos. Posterior a sublevaciones se convirtió en identidad de grupo, justificada por líderes político-religiosos, como mandato divino para las nuevas generaciones. Cuando este mito no fue suficiente en sociedades o épocas más racionalistas, los líderes lo asociaron a supuestas enfermedades, y después de miles de años de mitos queda claro que «la circuncisión y la higiene no están científicamente vinculados», en el año 2010, la Royal Dutch Medical Association dijo que «no hay pruebas convincentes de que la circuncisión es útil o necesaria en materia de prevención e higiene».
C.J. Taylor refiere que los cambios en el comportamiento sexual masculino circuncidado pueden estar relacionados con una alteración del sistema nervioso central por degeneración axonal retrógrada, o daño del sistema nervioso periférico, por la pérdida de la banda acanalada del prepucio y el neuroma de amputación.
Un amplio estudio de casos de Sorrells (2007) concluye que “El glande del pene circuncidado es menos sensible al tacto fino que el glande del pene no circuncidado. La región de transición desde el exterior al prepucio interno es la región más sensible del pene no circuncidado y más sensible que la región más sensible del pene circuncidado. La circuncisión ablaciona las partes más sensibles del pene.” 

## Uso farmacéutico del tejido
Los prepucios obtenidos de circuncisiones se utilizan para estudiar la estructura y las proteínas de la piel. 
Los prepucios obtenidos a partir de los recién nacidos sirven como materia prima para obtener piel humana para injertos y para medicamentos basados en β-interferón.
Los fibroblastos del prepucio se usan en la investigación biomédica.[cita requerida]